# Städelschule

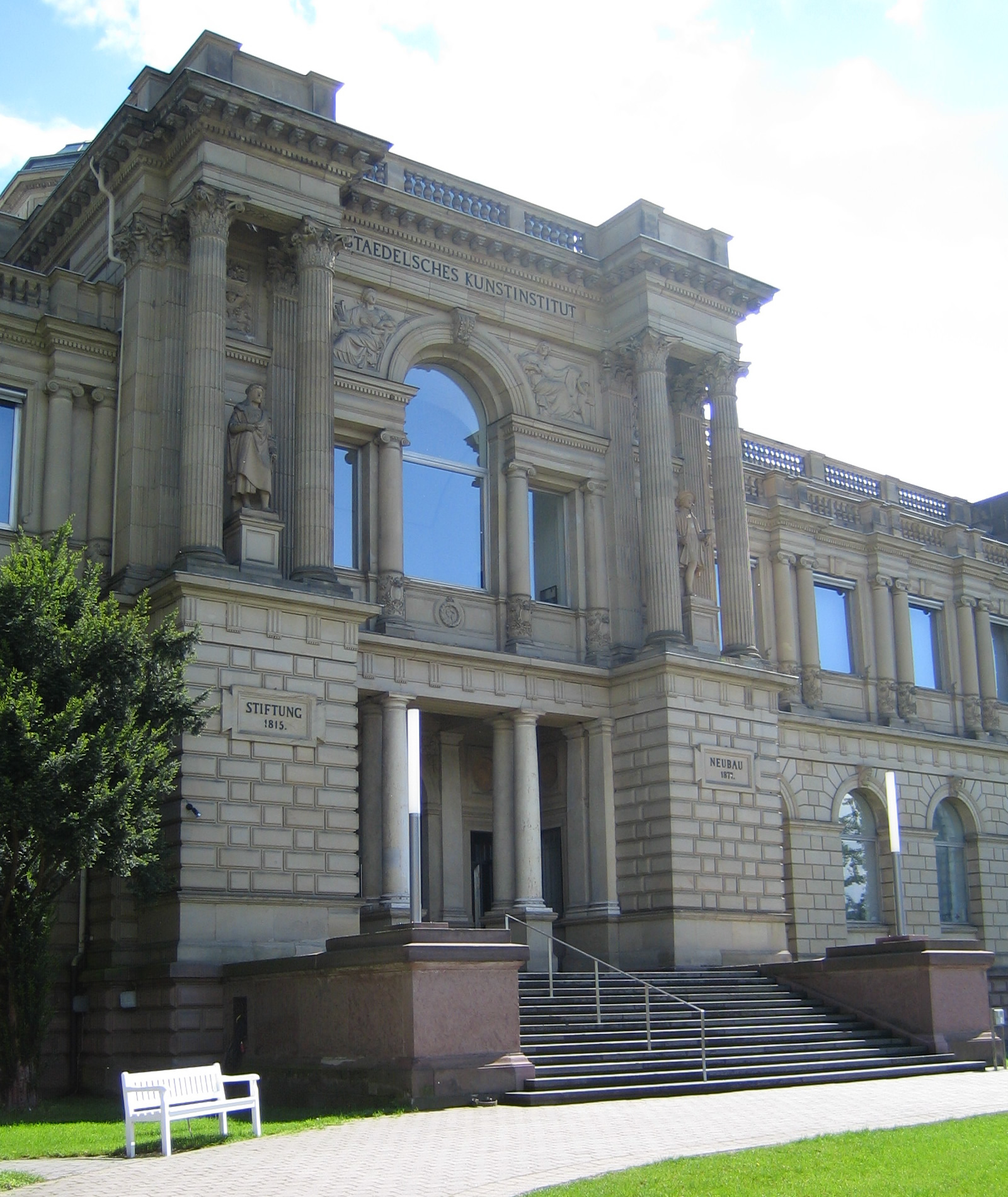
Städelschule

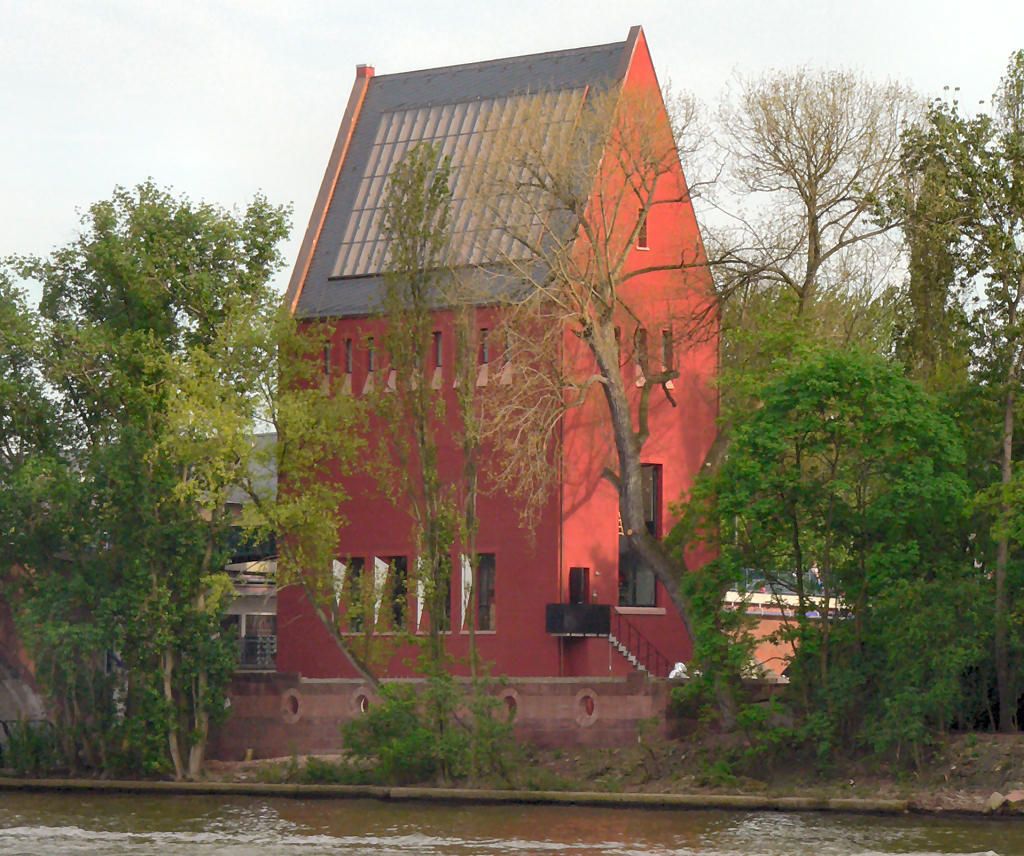
Neues Portikus, Maininsel

Städelschule, Staatliche Hochschule für Bildende Künste, är en konsthögskola i Frankfurt am Main i Tyskland.

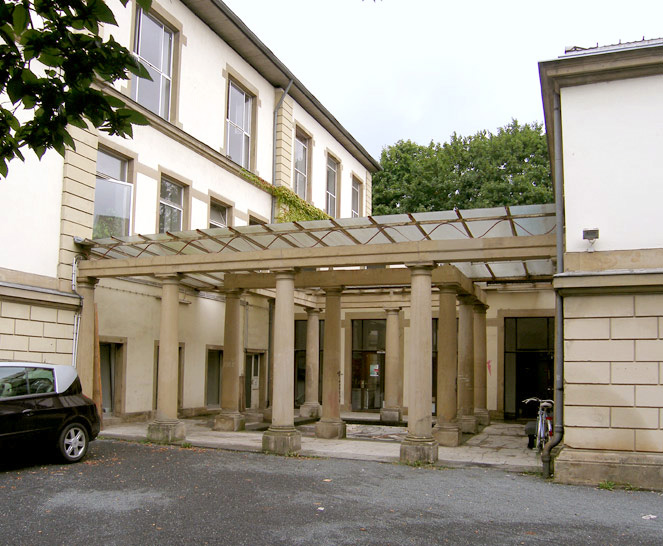
Städelschules huvudingång

Städelschule grundades av en stiftelse som instiftats av Frankfurtköpmannen Johann Friedrich Städel 1817. Med sin donation möjliggjorde han inrättandet av Städelsches Kunstinstitut i syfte att tillgängliggöra sin konstsamling för studenterna och grunda en skola för talangfulla unga studerande. Också allmänheten fick tillträde till samlingarna. Så småningom delades verksamheten i de båda institutionerna Städelsches Kunstinstitut och Städelschule.
Städelschule har en internationell prägel både vad gäller fakultet och studentkår. Omkring 40 procent av studenterna är utländska. Skolan har en egen utställningslokal.
Många kända konstnärer har undervisat på Städelschule. Målaren Max Beckmann blev professor på skolan 1925, men blev avskedad när nazisterna kom till makten 1933 och stämplad som "degenererad" konstnär.
Daniel Birnbaum var rektor för Städelschule 2000-10.

## Portikus
Portikus, som ligger på en ö i Main vid Alte Brücke, inrättades 1987 som en utställningslokal för samtida konst av den tyska kuratorn Kasper König när han var rektor för Städelschule. Portikus är en integrerad del av Städelschule.
Namnet kommer från den kvarvarande portiken från Alte Stadtbibliothek från 1825, vilket i övrigt förstördes under de allierades flygbombningar under andra världskriget. År 1987 hade denna byggts in i en vit kubformad byggnad, vilken blev Portikus-galleriet. År 2006 flyttade Portikus till en nyuppförd byggnad.

## Professorer (i urval)
- Peter Angermann
- Willi Baumeister
- Thomas Bayrle
- Max Beckmann
- Waldemar Coste (1925)
- Ben van Berkel
- Günter Bock (1972-1984)
- Albert Burkart (1949-1963)
- Peter Cook (1984-2001)
- Michael Croissant (1966-1988)
- Felix Droese (1986 WS Professor)
- Ayse Erkmen
- Paul Eliasberg (1966-1970)
- Johann Georg Geyger (1965-1986)
- Wilhelm Heise
- Georg Herold
- Judith Hopf
- Jörg Immendorff
- Raimer Jochims
- Martin Kippenberger
- Per Kirkeby
- Kasper König
- Johannes Krahn
- Michael Krebber
- Dieter Krieg (1971-1978)
- Peter Kubelka
- Mark Leckey
- Hans Mettel
- Enric Miralles
- Franz West
- Christa Näher
- Hermann Nitsch (1989-2003)
- Tobias Rehberger
- Jason Rhoades
- Willem de Rooij
- Martha Rosler
- Ulrich Rückriem
- Johannes Schreiter
- Toni Stadler
- Simon Starling
- Wolfgang Tillmans
- Peter Weibel
- Heimo Zobernig